# Utvrda Komogovina
Utvrda Komogovina bila je srednjovjekovna utvrda izgrađena na istoimenom posjedu čije se ime pojavljuje 1334. godine kao župa Zagrebačke biskupije. Posjed Komogovina spominje se već 1312. godine u ispravi kojom dubički župan Dionizije poklanja svoj posjed Komogovinu pokraj crkve Svetoga Križa cistercitima u Topuskom. Sama utvrda izgrađena je za potrebe protuturskih ratova na brdu Gradina i izričito se spominje 1442. godine.

## Povijest
U ispravi iz 1442. godine stoji kako Jelena Lipovečka daje svojem suprugu Martinu Frankopanu svoje posjede i gradove Kostajnicu i Komogovinu u trajno vlasništvo. Godinu dana kasnije Martin IV. Frankapan i Petar Zrinski se dogovaraju da će se u slučaju opasnosti podanici Petra Zrinskog skloniti u kaštel Komogovinu.
Nakon smrti Jelene Lipovečke Martin IV. Frankapan je pokušao zadržati posjede Kostajnicu i Komogovinu, koje su željeli vratiti njezini rođaci. U parnici su Komogovina, Lipovec i Kostajnica dodijeljeni rođacima preminule Jelene, ali se čini da oni nikada nisu imali dovoljno snage da zauzmu posjede.
Ovaj je kraj kralj Matija Korvin poklonio 1482. godine srpskom despotu Vuku Brankoviću. Kad je Vuk Branković 1485. godine umro, njegova udovica Barbara Frankopan udala se za Franju Berislavića, hrvatskog velikaša. Poslije su Komogovinu držali mađarski velikaši Banffy i hrvatski knezovi Zrinski. Čini se da je u vrijeme protuturskih ratova utvrda Komogovina već u vrlo lošem stanju, pa se kao važna utvrda i ne spominje.
Nakon mira u Srijemskim Karlovcima, piše se o njemu tek kao o ruševini. U Komogovini je u srednjem vijeku svakako stajala i župna crkva Svetog Križa koja se spominje u popisu iz 1334. godine.

## Danas
Danas se na terenu koji se naziva Gradina jedva prepoznaju ostaci utvrde. Ipak, prema broju obrambenih jaraka vjerojatno se radilo o velikoj utvrdi smještenoj na bilu planinske kose. Komogovina se nalazi uz cestu koja povezuje Hrvatsku Kostajnicu i Petrinju, u općini Donji Kukuruzari. Udaljena je 14 km sjeverozapadno od Hrvatske Kostajnice. Iznad lijeve obale potoka Badušnica uzdiže se brdo Gradina na kome se nalaze ruševine srednjovjekovnog kaštela Komogovina.